# Jonathan Kuck
Jonathan Kuck (* 14. März 1990 in Urbana, Illinois) ist ein amerikanischer Eisschnellläufer, der sich auf die Langstrecken spezialisiert hat. Er begann im Alter von zehn Jahren mit dem Eisschnelllauf.
Als 20-Jähriger holte Kuck seine erste WM-Medaille bei der Mehrkampf-WM 2010 in Heerenveen. Mit nur 0,64 Punkten Rückstand auf den Sieger Sven Kramer verpasste er damit nur knapp eine Riesensensation.
Kuck hat an den Olympischen Spielen 2010 in Vancouver teilgenommen. In der Teamverfolgung gewann er zusammen mit Chad Hedrick und Brian Hansen die Silbermedaille.
Bei seiner ersten Einzelstrecken-WM 2011 in Inzell wird Kuck zusammen mit Brian Hansen und Trevor Marsicano Weltmeister in der Teamverfolgung.
Bei den Einzelstreckenweltmeisterschaften 2013 in Sotschi ist Kuck während des 1500 Meter Rennens in einen Zusammenstoß mit dem mitfavorisierten Kjeld Nuis verwickelt. Nach einem Fehlstart war Nuis auf dem Weg zurück an den Start, als er mit dem auf der Innenbahn laufenden Kuck frontal zusammenstieß.
Kuck studiert Physik an der University of Illinois.